# Doctor Fate

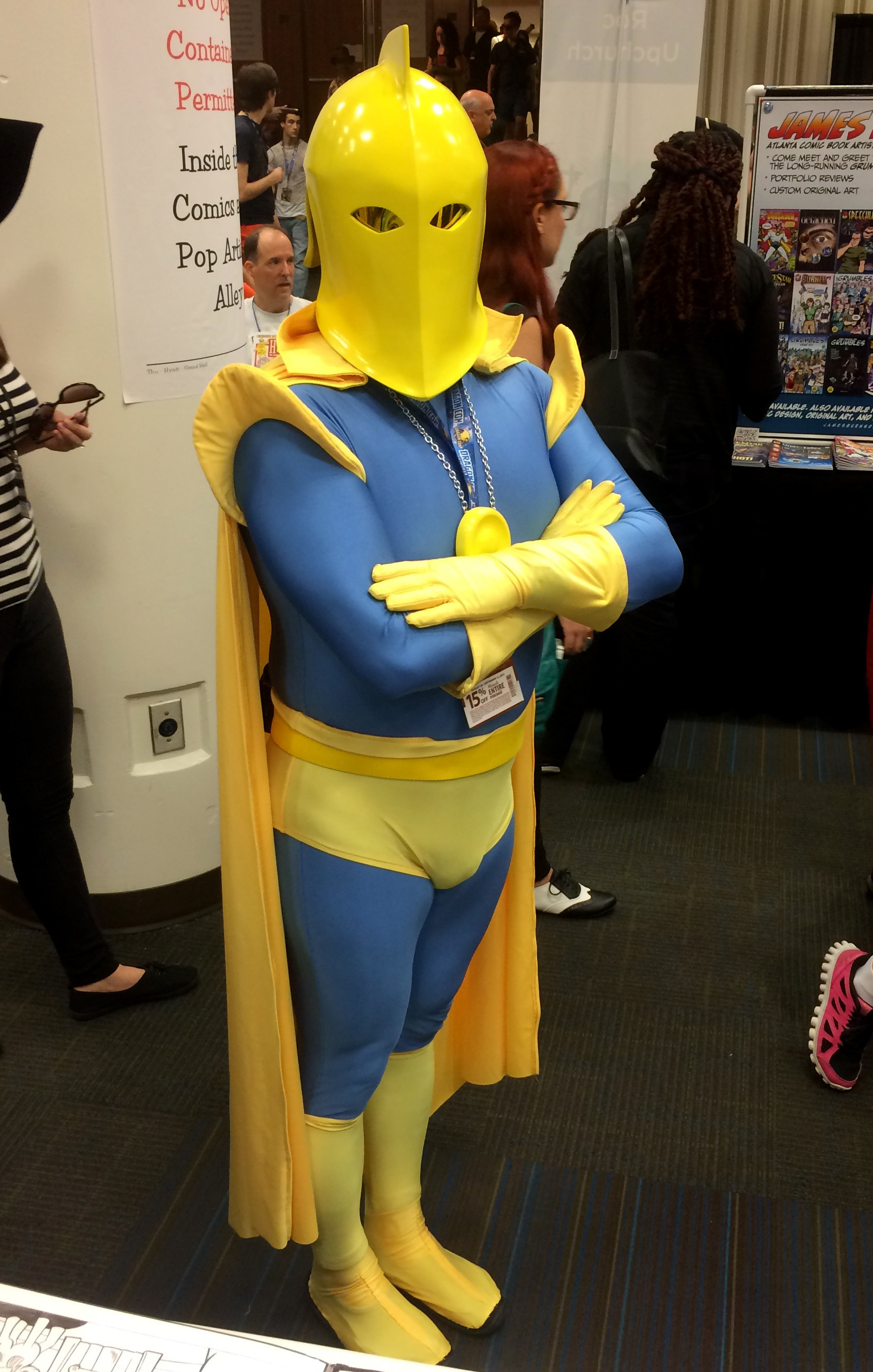
Doctor Fate cosplay

Doctor Fate (även känd som "Ödesdoktorn" på svenska) är en amerikansk superhjälteserie med ockulta förtecken, skapad av Gardner Fox (författare) och Howard Sherman (tecknare) på 1940-talet. Serien har återupplivats åtskilliga gånger (bland annat av Walt Simonson, J.M. DeMatteis och William Messner-Loebs) under årens lopp. Doctor Fate är även medlem av Justice Society of America och har varit medlem av Justice League.

## Dr. Fate I (Kent Nelson)
Kent Nelson följde som barn med sin far arkeologen på en utgrävning i Egypten på 1920-talet. Fadern dog när man öppnade den uråldrige trollkarlen Nabus gravkammare, men Nabu hyste dock medlidande med pojken. Nabu uppfostrade Kent till magiker och skänkte honom en förtrollad hjälm och amulett. 20 år senare återvände Kent till USA och bosatte sig i Salem, Massachusetts, varifrån han startade en superhjälterkarriär under namnet Dr. Fate. Han blev en av grundarna till Justice Society of America på Jord-2.
Kent gifte sig med Inza, och under en kort tid smälte de samman för att bli Dr. Fate. En allt mer framträdande del av Dr. Fate var Nabu, som till viss del tog kontrollen över Kents kropp när han satte på sig hjälmen.
Efter "Crisis on Infinite Earths" smälte alla alternativa jordar samman och Dr. Fate blev tillfälligt medlem i Justice League International (under Keith Giffens och J. M. Dematteis' tid som författare, den mer humoristiska eran). Men tiden hann ifatt även paret Nelson, och i en miniserie dog doktorn slutligen och lämnade över ”stafettpinnen” till det äkta paret Eric och Linda Strauss.

## Dr. Fate II (Eric och Linda Strauss)
Nabu ordnade så att Eric och Linda Strauss tillsammans kunde smälta samman till Dr. Fate. Nabu själv fungerade som rådgivare till paret genom att återuppliva Kent Nelsons lik. Andra bifigurer i den reguljära titeln ’’Doctor Fate’’ var demonen Petey och advokaten Jack C. Small. När Eric dog i strid fungerade Linda ensam som Dr. Fate ett tag, och sedan tillsammans med Nabu, innan även hon föll i strid. Erics och Lindas själar flyttades dock över till ett par som var ödesbestämda att uppfostra ett frälsarbarn.

## Dr. Fate III (Inza Nelson)
Kent och Inza Nelsons själar levde kvar i Dr. Fates magiska föremål, men efter paret Strauss bortgång var det bara Inza som klarade att manifestera sig som Dr. Fate. Kent fick fungera som en osynlig rådgivare, men ogillade Inzas vardagsnära användning av magi. Inza använde sin magi för att göra livet bättre för människorna i sitt bostadsområde, men gjorde dem därmed beroende av henne.
Till slut avslöjades att orsaken till att bara Inza kunde manifestera sig var att en Lord of Chaos hade smugit sig in i hjälmen och korrumperade magin. När detta hinder väl var undanröjt kunde Inza och Kent åter bli den kombinerade Dr. Fate. I en strid med superskurken Extant under ”Zero Hour” åldrade han JSA kraftigt och spridde ut de magiska föremålen över tid och rum. Paret Kent drog sig tillbaka till Salem, där de senare dog och lämnade över titeln till Jared Stevens.

## Fate (Jared Stevens)
Jared Stevens ärvde Dr. Fates artefakter efter det att Kent och Inza förlorat kraften. Med det svärd som han tillverkade av Nabus hjälm reste han jorden runt och bekämpade jordbundna demoner som Fate. Hans karriär blev dock kortvarig. Fate blev attackerad av Mordru, en ond trollkarl som stack Fate i ryggen med hans eget svärd. Med sina sista krafter teleporterade Fate sig till Wesley Dodds (Sandman I) begravning och varnade hjältarna där om Mordrus planer varpå Jared Stevens avled. Artefakterna försvann och förvandlades tillbaka till hjälmen och amuletten i Fates torn i Salem.
Fate uppkom efter Zero Hour och var ett försök att "modernisera" Dr. Fate. Man ville inte göra sig av med figuren, men tyckte att trollkarlen i hjälmen var för gammalmodig. Detta höll dock inte publiken med om och Fate blev heller aldrig särskilt populär. Hans egna serietidningar (Fate och Book of Fate) blev inte långlivade.

## Dr. Fate IV (Hector Sanders Hall)
Huvudartikel: Hector Hall
Hector Halls själ slog rot i ett nyfött barn. Barnet kallades Fate-child (dess föräldrar var Hank Hall och Dawn Granger) och var menat att ärva Nabus krafter, men var eftersökt av den onde Mordru som själv sökte krafterna. Men med hjälp av Kent Nelson, Nabu och det som skulle bli det nya Justice Society of America lyckades Hector stoppa Mordru och fängsla honom inuti Fates amulett. 
Smått förvirrad och osäker på sina krafter som den nye Dr. Fate blev Hector medlem i det nyformade JSA och gav sig ut för leta reda på sin försvunna fru, vilket han till slut även gjorde.
När Spectre startade krig mot all världens magiker blev Hector och Lyta fängslade inuti Fates hjälm. De vaknade upp på ett snötäckt berg och Hector sårades allvarligt när han försvarade den fortfarande medvetslösa Lyta från allsköns demoner. När Lyta vaknade hade deras son Dream berättat för henne vad Spectre gjort och erbjudit sig att rädda deras liv genom att låta dem bo i the Dreaming med honom. Men därifrån kunde de aldrig återvända. Lytra accepterade erbjudandet och bar den döende Hector genom en ljus dörr till deras son.
Det sista som sågs av paret Hall är deras döda kroppar i snön.

## Nabu
Samtidigt pågick en strid mellan JSA och trollkarlen Mordru i Fates torn. Striden vanns när Nabu lyckades manifestera sitt medvetande i hjälmen, manteln och handskarna utan en mänsklig värd.
Efter striden gav sig Nabu ut i rymden för att försöka förhindra vad han kallade "a crisis of infinite proportions".
Nabu gick ihop med Phantom Stranger, Madame Xanadu och Zatanna för att tillsammans försöka stoppa Spectre. Madame Xanadu förutspådde att Spectre skulle vinna efter att ha utrotat samtliga Lords of Order och Lords of Chaos sånär som på den mäktigaste, Nabu själv. Nabu utmanade då Spectre på en sista strid. När striden var över var Spectre bunden till en ny värdkropp, men Nabu var dödligt sårad. Med honom dog magins nionde tidsålder.
Innan han dog lämnade han Fates hjälm till jordens magibaserade hjältar och instruerade dem att utse en ny Dr. Fate.

## 52
I veckoserien 52 har Nabus hjälm hamnat på villovägar och till slut hamnat hos Ralph Dibny (Elongated Man). Hjälmen visade sig dock vara Felix Faust i förklädnad som försökte stjäla Dibnys själ för att köpa sig fri från demonen Neron. Men Dibny lyckades lura dem båda genom att fängsla dem i Fates Torn.

## Helmet of Fate
Fates hjälm har vandrat mellan DC:s magiker i diverse "one-shots". Den kom först till Detective Chimp som försökte bli Dr Fate själv men valde att skicka hjälmen vidare istället. Sedan hamnade den hos en ny Ibis the Invincible och sedan en ny Sargon the Sorcerer innan den hamnade hos Black Alice och slutligen hos Zauriel. 

## Dr. Fate V (Kent V Nelson)
I september 2007 introducerades den senaste Dr. Fate i formen av originalets brorsons son, Kent V Nelson. Hjälmen, som varit på äventyr runt bland DC:s magiker, landar hos Kent när han hamnat på samhällets botten. Han tar på sig den och får genom den veta var den har varit och vad hans uppgift är.
Han äventyr publicerades som huvudattraktion i miniserien Countdown to Mystery och skrevs av Steve Gerber och tecknas av Justiniano. Gerber avled dock innan serien kunde avslutas och de sista numren skrevs därför av flera av hans vänner. Kents slutgiltiga öde lämnades därför osäkert.
En tid senare dök han dock upp i miniserien Reign in Hell och är för tillfället medlem i Justice Society of America.
 Artikeln var, i den version den hade den 20 januari 2011, helt eller delvis hämtad från Seriewikin (hos Seriefrämjandet): Doctor Fate